# Phils River
Phils River är ett vattendrag i Australien. Det ligger i delstaten New South Wales, i den sydöstra delen av landet, omkring 170 kilometer väster om delstatshuvudstaden Sydney.
Trakten runt Phils River består i huvudsak av gräsmarker. Trakten runt Phils River är nära nog obefolkad, med mindre än två invånare per kvadratkilometer. Genomsnittlig årsnederbörd är 971 millimeter. Den regnigaste månaden är februari, med i genomsnitt 190 mm nederbörd, och den torraste är oktober, med 40 mm nederbörd.